# SLI
 (енгл. Scalable Link Interface) је начин спајања двије (па и више)3dfx Voodoo2 графичке картице тако да могу радити заједно. Тиме се осигурава већа процесорска моћ као и сама количина меморије. Претеча ове технологије је имала исту скраћеницу SLI (енгл. Scan Line Interleave) коју је представио 3dfx 1998. године (којег је nVidia касније купила). nVidia је након куповине поново представила технологију 2004. године.